# Vaumara Rebelo
Vaumara Patrícia Carriço Rebelo (Luanda, 23 de Agosto de 1991) é uma modelo angolana. 
Vaumara Rebelo foi eleita Miss Angola 2012, representando o seu país no concurso Miss Universo 2013.